# Secret Discovery
Secret Discovery est un groupe allemand de metal gothique, originaire de Bochum, en Rhénanie-du-Nord-Westphalie. Le style musical du groupe s'inspire au début fortement de groupes comme Fields of the Nephilim, The Sisters of Mercy ou The Mission, mais qui, contrairement à ces groupes, intègre très tôt des éléments de metal et de hard rock dans ses compositions. Avec le temps, ils développent leur propre son, qui pourrait être qualifié de dark rock germanophone. 

## Histoire
Le groupe est formé en 1989 par les frères Kai (chant) et Falk Hoffmann (guitare), Michael Gusky (guitare) et Mattes Glathe (basse). Le premier LP Way to Salvation est pressé et distribué en 1989 par le groupe lui-même. Roland Wolf rejoint le groupe en 1990 en tant que premier batteur. Avant la sortie officielle du premier disque, il est remplacé par Thom Thüs. Entre 1992 et 1994, trois albums du groupe sortent sur divers labels indépendants, et des chansons sont également publiées sur plusieurs compilations de la scène noire. Pendant cette période, ils jouent en live avec Cassandra Complex et Philip Boa, entre autres. En 1994, Secret Discovery change de guitariste Gusky, remplacé par Dirk Schulz. Ce dernier reste jusqu'en 1995 et est remplacé par Jürgen Scholz. Un nouveau batteur, Lars Graebe, est engagé.
Gun Records signe Secret Discovery en 1995 et leur fait enregistrer l'album Questions of Time, qui sort en 1996. Le groupe réussit alors à atteindre des chiffres de vente à cinq chiffres et sa notoriété dans le milieu du metal gothique s'accroît. S'ensuivent des représentations aux festivals Out of the Dark avec Moonspell, Crematory et The Gathering. En 1996, le groupe part en tournée en tant que première partie de Rammstein. Philharmonic Diseases (1996) est enregistré avec un orchestre de chambre. En 1997, Secret Discovery participe à une tournée avec Rage.
Slave sort en 1997 et adopte à nouveau un style musical plus dur. Avec Slave to the Rhythm, une reprise du classique de Grace Jones figure sur l'album. Dirk Riegner, un claviériste, rejoint le groupe. Jürgen Scholz quitte le groupe, qui continue avec un guitariste. Avec My Dying Bride, Sentenced et Dark, les festivals Out of the Dark reprennent vers la fin de l'année. En 1999, le dernier album avant la dissolution du groupe sort : The Final Chapter. Il s'agit d'une sorte de best-of avec des morceaux bruts et de nouvelles chansons. Après une tournée finale couronnée de succès, le groupe se sépare ; un autre album live suivra.
En 2002, Secret Discovery se reforme et se renforce avec Ramses Razmjoo comme guitariste supplémentaire. Martin Hirsch devient le nouveau bassiste du groupe. Pray, l'album de la réunion, sort en 2004. Plusieurs concerts individuels avec Oomph!, Tiamat et Nightwish suivent. Le dernier album en date, Alternate, sort en 2006 et la tournée qui suit est effectuée avec Unheilig. En 2012, Lars Graebe quitte le groupe et Carsten Witte le rejoint en tant que batteur. De plus, le membre fondateur Michael Gusky (Gucky) revient dans le groupe et remplace Ramses à la guitare. Le groupe joue au festival Wave-Gotik-Treffen de Leipzig (2007),, ainsi qu'au Blackfield Open Air de Gelsenkirchen et un concert en club au KULT Club de Bochum.
En 2013, le groupe travaille sur de nouvelles chansons. Parallèlement à l'écriture de chansons, le chanteur Kai Hoffmann travaille sur un projet intitulé Secret 2, pour lequel il réarrange des chansons du groupe sur une forme électronique et orchestrale. La composante visuelle sous forme de projections vidéo évocatrices est un élément essentiel de Secret 2. Il est aidé par Torsten Sickert (Zeche Bochum), avec l'aide duquel ce projet est présenté pour la première fois le 27 décembre de la même année à la Zeche Bochum. En mai 2014, le groupe publie la chanson Auf Wiedersehen (In Richtung Sieg) en téléchargement à l'occasion de la Coupe du monde de football. Cette idée est inspirée par l'ancien footballeur professionnel Holger Aden, ami de longue date du chanteur Kai Hoffmann, qui se produit à la basse. Le groupe publie également une vidéo sur YouTube.
Falk et Kai Hoffmann travaillent intensivement sur des chansons pour l'album Truth, Faith, Love, qui doit sortir le 17 mars 2023. Ils écrivent 13 chansons au total, dont 9 devraient figurer sur l'album régulier (vinyle et CD). 3 autres nouvelles chansons seront ajoutées en tant que morceaux bonus sur l'édition spéciale, qui sort également en digipack le 17 mars 2023. L'édition spéciale comprendra également 2 remixes de la chanson Dein Reich, l'un de Dirk Riegner (claviériste et auteur-compositeur de Secret Discovery et claviériste de Peter Heppner) et l'autre de Carsten « Cazy » Schmidt et Franco Zappala, ainsi qu'une version révisée de la chanson Alice2, In My Life, dans laquelle le guitariste rock Axel Rudi Pell est mis à l'honneur avec un long solo de guitare à la fin de la chanson !. Le premier single de l'album, Nimm Mich Mit, sort le 20 janvier 2023. Sur ce titre, le chant est soutenu par le chanteur du groupe de metal gothique Crematory, Felix Stass.
Le batteur Jens Meier rejoint le groupe et Tom Seger est engagé pour les chœurs. 

## Discographie
- 1989 : Way to Salvation (LP – 500 exemplaires)
- 1992 : Dark Line (CD)
- 1993 : Into the Void (CD)
- 1994 : Wasted Dreams (CD)
- 1994 : Cage of Desire (EP)
- 1996 : A Question of Time (CD)
- 1996 : Philharmonic Diseases (CD)
- 1996 : Hello Goodbye (MCD)
- 1997 : Slave (CD)
- 1997 : Slave to the Rhythm (MCD)
- 1998 : Follow Me (MCD)
- 1999 : You Spin Me Round (MCD)
- 1999 : The Final Chapter (CD)
- 1999 : Live (Zeche Bochum, 2. Mai 1999) (CD)
- 2004 : Pray (CD)
- 2004 : Down (MCD)
- 2006 : Alternate (CD)
- 2014 : Auf Wiedersehen (In Richtung Sieg) (single)
- 2023 : Truth, Faith, Love (CD, stream)

### Vidéos
- 1996 : Live Clips 1995–1996 (VHS-Video)
- 2013 : Hurt (reprise de Nine Inch Nails/Johnny Cash)
- 2014 : Auf Wiedersehen (in Richtung Sieg) – Song zur FIFA Fußball WM 2014
- 2015 : Dein Reich – Je suis Paris! (Paris Attacks)